# Mišel Žerak
Mišel Žerak, slovenski alpski smučar, * 31. avgust 1992. 
Žerak je bil član kluba SK Branik Maribor. Nastopil je na svetovnih mladinskih prvenstvih v letih 2011, 2012 in 2013, najboljši posamični uvrstitvi je dosegel s 16. mestoma v slalomu leta 2011 in superveleslalomu leta 2013, leta 2012 je osvojil zlato medaljo na ekipni tekmi. Na svetovnih prvenstvih je nastopil edinkrat leta 2013 v Schladmingu, kjer je odstopil v veleslalomu. V svetovnem pokalu je tekmoval pet sezon med letoma 2012 in 2016. Debitiral je 11. marca 2012 na slalomu za Pokal Vitranc v Kranjski Gori. Skupno je dvanajstkrat nastopil v svetovnem pokalu, desetkrat v veleslalomu ter po enkrat v slalomu in kombinaciji, nikoli se mu ni uspelo uvrstiti med dobitnike točk. V sezoni 2012/13 je postal slovenski državni prvak v veleslalomu, v sezoni 2013/14 pa v kombinaciji.